# 阿瓦加尔
阿瓦加尔（Awagarh），是印度北方邦Etah县的一个城镇。总人口10766（2001年）。

## 人口
该地2001年总人口10766人，其中男性5719人，女性5047人；0—6岁人口1808人，其中男1007人，女801人；识字率64.51%，其中男性为69.14%，女性为59.26%。